# 페르하트 아바스

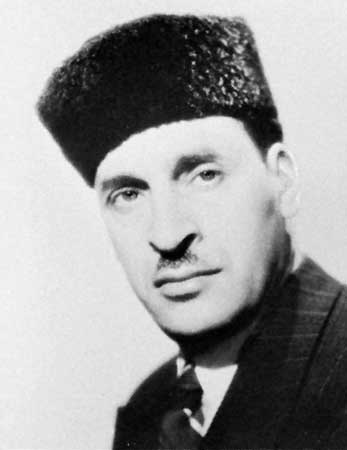

페르하트 아바스(Ferhat Abbas, 1899년 10월 24일 ~ 1985년 12월 23일)는 알제리의 정치 지도자였으며 1958년에서 1961년까지 아직 독립하지 못한 알제리의 대통령으로서 잠시 재임했었다.

## 배경
페르하트 아바스는 1899년 알제리 지젤 타헤르에서 태어났다. 그는 프랑스의 알제리 병합에 반대하지 않는 통합주의자였지만 알제리인들이 프랑스인과 같은 권리를 가져야한다고 주장했다. 그의 바람이 실현되지 않았을 때 환멸을 느꼈으며, 민족주의로 돌아서면서 1943년에 알제리 인민 선언을 발포하였으며 1946년에 민족주의 정당 알제리 선언 민주연합을 구성한다.

## FLN의 참여
1954년 11월 프랑스 통치에 반대하는 알제리 독립 전쟁이 시작된지 얼마 지나지 않아, 그는 1955년 9월 알제리 민족 해방 전선 (Front de Libération Nationale)에 입당했다. 서구사회에 만족스러운, 알제리에서 그의 정치적 입지와 온건한 민족주의자로서 평판은 그가 1958년부터 1961년까지 알제리의 민족주의 망명정부, 즉 알제리 공화국 임시정부의 대통령이 되도록 도와주었다. 그는 베뉴세프 벤 케다 (Benyoucef Ben Khedda)에게 그의 자리를 빼앗겼으며, 그것은 알제리공화국 임시정부에 반대하는 아메드 벤 벨라와 우아리 부메디엔 (Houari Boumédiène)의 틀렘센 그룹에 합류하기로 한 그의 결심 때문이다. 그 결과로 대통령 직을 상실했다.
독립과 민족 자결을 위한 알제리인 투쟁 운동에 대한 파키스탄의 지지로 인해, 페르하트 아바스는 그의 외국 여행을 위한 파키스탄 외교관 여권을 받게 되었다.

## 독립 후
1962년 7월 5일, 알제리는 독립하였다. 1962년 9월 25일부터 1963년 9월 15일까지, 페르하트 아바스는 제헌 국회 의장이었다. 그러나 이 기관은 대통령직을 얻었던 벤 벨라에 의해 매우 빨리 해체되었다. 아바스는 벤 벨라하의 일당제 국가를 설립하기 위한 알제리 민족 해방 전선의 결정에 대한 항의로 사임했다. 그는 그 후 1964년부터 1965년까지 연금 상태에 놓이게 된다.
1976년에서 1979년까지, 그는 다시 연금 상태에 처했으며, 알제리의 강력한 군사의 지지를 받는 대통령, 대령 우아리 부메디엔을 반대하는 성명서에 서명했다. 조용히, 그는 1984년 10월 30일에 국가 훈장, "저항 훈장"의 형태로 공식적인 인정을 받았다. 그는 1년 뒤 바로 죽었다.

## 관련 서적
그의 젊은 시절을 쓴 기사들이 Le Jeune Algérien (1931년)안에 모아져있다. 민주주의에 관한 그의 생각과 역사에 관한 견해들은 La nuit coloniale (1962년), Autopsie d'une guerre (1980년), L'indépendance confisquée 을 포함하는 에세이 일련에 전해진다.

## 참고
1. ↑  ipripak.org/factfiles/ff81.pdf
2. ↑  “Promoting principled positions”. 2008년 12월 31일에 원본 문서에서 보존된 문서. 2009년 10월 21일에 확인함.
3. ↑  www.foreignaffairscommittee.org/includes/content_files/Pak-%20Africa%20Relations.pdf
4. ↑  “Ferhat Abbas”. 2005년 3월 24일에 원본 문서에서 보존된 문서. 2009년 10월 21일에 확인함.

- Meisami, Julie Scott and Starkey, Paul (Eds). (1998). Encyclopedia of Arabic Literature. London: Routledge (ISBN 0-415-18571-8)
- Ferhat Abbas, Une utopie algérienne, p.18 et 19.